# ماكوتو فوجيتا
ماكوتو فوجيتا (ولد في 28 سبتمبر 1957) هو كيميائي ياباني متخصص في كيمياء التنسيق فوق الجزيئي. وهو أستاذ في قسم الكيمياء التطبيقية في جامعة طوكيو. وقد نشر على نطاق واسع على التجمع متعدد المكونات من أقفاص التنسيق الكبيرة. توصف المركبات المصممة والمعدّة في مجموعته البحثية على أنها مستقبلات تركيبية ثلاثية الأبعاد، وتجمعات التنسيق، والألواح الجزيئية، والقوارير الجزيئية، وكبسولات التنسيق.
وقد شارك في جائزة وولف 2018 في الكيمياء مع عمر ياغي «لتصور مبادئ التجميع الموجه للمعادن التي تؤدي إلى مجمعات كبيرة يسهل اختراقها».